# 大河原町
大河原町（日语：／ Ōgawara machi */?）是位於日本宮城縣南部的町，隸屬於柴田郡。轄區地處被丘陵包圍的盆地内，白石川流經城鎮中心並往東流，當地人口則集中在白石川沿岸與大和原車站的周邊地區。大和原町在江戶時代作為奧州街道的宿場町而繁榮，而後發展成宮城縣南部的商業城鎮。由於境內設有許多國家級和縣等級的行政機關，使大和原町成為宮城縣南部重要的行政據點。位於本町和柴田町之間的白石川河堤則以賞櫻而聞名。

## 地理
大和原町境內約28.1%的面積被森林覆蓋，23.9%的土地為農業用地。轄區地處盆地内，東部和南部坐落著以館山為主峰的丘陵地帶，西部則是與藏王町接壤的丘陵。白石川由西往東流經町内，其支流荒川則流經村田町，並在東部的韮神山地帶注入白石川。

### 氣候
根據統計，2021年大和原町的年均溫為12.8℃，年降雨量則為1147毫米。當地的降雨集中在6月至9月，其總降雨量約佔全年總雨量的一半；降雪期則從12月上旬持續至隔年3月中旬。

## 歷史
大和原町自繩紋時代早期便有人類居住。位於東北部的小島地區，屬於前方後圓墳的嶋館古墳被認為是4至5世紀由當地的豪族所興建的古墳。而屬於平安時代中期的中屋敷前遺跡則發掘出被認為與柴田郡的郡衙有關聯的建築遺跡。
大和原地區在江戶時代為仙台藩的領地，並作為奧州街道的宿場町和紅花、稻米等貨物的聚集地而繁榮。當地也因此成為仙台藩的直轄地，並在境內設置負責管理的代官所。
昭和31年（1956年）9月，大河原町與金瀨村合併成現今的大和原町。2011年3月11日的東日本大震災在大和原町共造成2人死亡與1606棟房屋受損。

## 人口
根據日本1985年至2015年的國勢調查統計顯示，大和原町的人口增長率為17.2%，在周邊同屬宮城縣南部（仙南圈）的行政區中位居第一。

## 行政
現任町長齋清志於2024年10月在選舉中第4次成功連任，其任期將持續至2028年10月。

## 經濟
根據日本2015年的國勢調查統計，大和原町的就業人口中約2.6%從事第一級產業，31.7%的就業人口從事第二級產業，其餘的65%則從事第三級產業。當地從事第一級產業的就業人口比例與仙南地區相比較低，從事第三級產業的就業人口比例則較仙南圈內的其他行政區高。

## 教育
大和原町内共有3所小學校、2所中學校與2所高等學校。根據2022年5月的統計，境內的小學校共有1240名學生，中學校共有743名學生，高等學校則共有709名學生。

## 交通
國道4號與東日本旅客鐵道的東北本線皆通過大和原町，為當地重要的交通幹道。鐵路方面，東北本線通過大河原町，並在城鎮中心處設置大河原車站。